# الحلفاية
الحلفاية هو الاسم القديم لناحية المشرح التابعة لمحافظة ميسان إلى الجنوب الشرقي لمدينة العمارة وتقع المدينة على نهر المشرح أحد اذرع نهر دجلة المتفرع عند مدينة العمارة باتجاه الشرق والذي يصب بدوره في المنخفض الكبير المسمى هور الحويزة 
واسمها مشتق من نبات الحلفاء الطبيعي المنتشر في المنطقة بشكل واسع وكثيف
وتاريخيا لعب قربها من منطقة الأحواز في عمليات تجارية كبيرة في جنوب العراق
تحتوي المنطقة على مخزون نفطي هائل وتجري حاليا أعمال التنقيب من قبل شركة نفط ميسان إضافة إلى الشركات الأجنبية ضمن عقود الخدمة وأهم حقولها واكبرها هو حقل الحلفاية